# Leucoraja circularis
Espèce
Synonymes
- Raja circularis Couch, 1838

Statut de conservation UICN

 EN  : En danger
La raie circulaire, Leucoraja circularis, est une espèce de raies appartenant à la famille des Rajidae.

## Répartition
La raie circulaire est présente dans la partie sud de la Méditerranée, ainsi qu'en Atlantique nord-est, du Sud de la France, au Nord du Royaume-Uni.